# Vytauto Didžiojo universiteto Žemės ūkio akademija
Vytauto Didžiojo universiteto Žemės ūkio akademija (ang. Vytautas Magnus University Agriculture Academy, dosłownie po pol. Akademia Rolnicza Uniwersytetu Witolda Wielkiego) – uczelnia rolnicza znajdująca się w Akademii, w okręgu kowieńskim na Litwie. Do 2011 r. funkcjonowała pod nazwą Litewski Uniwersytet Rolniczy (lit. Lietuvos žemės ūkio universitetas (LŽŪU)), a w latach 2011–2019 pod nazwą Uniwersytet Aleksandra Stulginskisa (lit. Aleksandro Stulginskio universitetas (ASU)).

## Uniwersytet
Korzenie placówki sięgają 1924, gdy z Uniwersytetu Litewskiego wyodrebniono Wydział Rolnictwa i Leśnictwa, przekształcając go w Akademię Rolniczą w Datnowie przeniesioną w 1945 do Kowna. Od 1964 Uniwersytet działa w obecnym miejscu, w latach 1996–2011 nosił nazwę Litewskiego Uniwersytetu Rolniczego, do 2019 funkcjonował pod nazwą Uniwersytet Aleksandra Stulginskisa. W 2002 uczelni podporządkowano Instytut Gospodarki Wodnej w Kiejdanach oraz Instytut Rolnictwa w Czerwonym Dworze. Od 2011 r. rektorem, od 2019 r. kanclerzem uczelni był Antanas Maziliauskas, w 2020 r. kanclerzem została Astrida Miceikiene.
Od 1 stycznia 2019 uczelnia nosi nazwę Vytauto Didžiojo universiteto Žemės ūkio akademija, co dosłownie w języku polskim oznacza Akademia Rolnicza Uniwersytetu Witolda Wielkiego.